# Timimus hermani
Timimus hermani es la única especie conocida del género extinto  Timimus   (“Imitador en honor a Tim”) es un género de dinosaurio terópodo tiranosauroideo, que vivió a mediados del período Cretácico, hace aproximadamente 106 millones de años, en el Albiense, en lo que es hoy Australia. Fue encontrado en el grupo Otway, de la Ensenada del Dinosaurio, en Victoria (Australia). Inicialmente fue clasificado como un ornitomimosauriano, pero actualmente se cree que es un tipo diferente de terópodo, un tiranosauroide o un unenlagiino.

## Descripción
El fémur holotipo mide 44 centímetros de largo. A partir de esto, se ha extrapolado una longitud total del animal de 2,5 metros. La delgadez del hueso sugiere un animal ágil. El fémur paratipo mide 19,5 centímetros de largo. Los fémures muestran varias características que se consideraron diagnósticas. No hay un surco extensor entre los cóndilos de la articulación inferior, lo que habría sido un rasgo basal para un ornitomimosaurio. La cabeza femoral está anteroposteriormente aplanada. El trocánter anterior está en una posición alta y alcanza el nivel del trocánter mayor. En 2016, se estimó que la muestra NMV P186303 tenía 4,3 metros de largo y 200 kilogramos de peso.
Fue descrito formalmente por el Dr. Thomas Rich y Patricia Vickers-Rich en 1993, poniéndole el nombre por su hijo Tim Rich. Se conocen pocos huesos de este animal, solo 2 fémures, uno izquierdo de un adulto, el holotipo, NMV P186303 y uno juvenil separados solo por un metro, y algunas vértebras sueltas que se han atribuido a este género. En la ultraestructura de los huesos de Timimus se ve un crecimiento en forma cíclica, lo que podría indicar que este dinosaurio hibernaba, en las frías noches australianas del Cretácico Inferior a diferencia de Leaellynasaura, que permanecía activo en la larga noche polar. En 1994 el Dr. Rich divulgó que aunque lo ideal sería tener un espécimen lo más completo posible como holotipo, era altamente inverosímil que material futuro de Timimus fuera encontrado, debido a la naturaleza limitada de los sitios que podrían ser explorados en el área. Asimismo, el holotipo tenía características que llevaron a identificarlo como un ornitomimosauriano y nuevo género dentro de ese grupo. Así el nombre serviría como punto de referencia para el material dentro de la literatura paleontológica. 

## Descubrimiento e investigación
En 1991, se encontraron dos fémures, huesos del muslo, uno de un adulto y otro de un juvenil, a menos de un metro uno del otro en el sitio Dinosaur Cove East, en la pequeña cantera "Lake Copco", en el extremo sur de Australia. La especie tipo, Timimus hermani, fue nombrada formalmente y descrita brevemente por el Dr. Thomas Rich y su esposa Patricia Vickers-Rich entre 1993 y 1994. El nombre del género significa "El imitador de Tim" y combina el nombre del hijo de los descubridores, Timothy Rich, y del paleontólogo Tim Flannery con un latín mimus , "mimico", una referencia a la supuesta afinidad de la especie con los ornitomimosaurianos. El nombre específico honra al voluntario John Herman quien, durante muchos años, ayudó al proyecto Dinosaur Cove.
El espécimen holotipo , NMV P186303, se encontró en una capa de la Formación Eumeralla , que data de la etapa faunística del Albiense a principios del Cretácico, hace unos 106 millones de años. Consiste en un fémur izquierdo de un individuo adulto. El segundo fémur, el de un juvenil, fue asignado como paratipo , espécimen NMV P186323. Algunas vértebras del sitio se han referido a la especie, así como algún otro material del sur de Australia.
En 1994, el Dr. Thomas Rich comentó que, si bien hubiera sido más ideal tener el espécimen más completo posible como holotipo, era muy poco probable que el material futuro de Timimus se encontrarían, debido a la naturaleza limitada de los sitios a explorar en el área. Además, el holotipo habría tenido características que lo identificaron como un ornitomimosauriano y un nuevo género dentro de ese grupo. Por lo tanto, el nombre serviría como punto de referencia para el material dentro de la literatura paleontológica. Rich declaró: "Por sí mismos, los nombres de los dinosaurios son como números de teléfono: son etiquetas que acompañan a los especímenes y las ideas que surgen del análisis del material. Las etiquetas confusas, como una guía telefónica inexacta, conducen a un sistema inviable, por lo que uno debe tener cuidado al poner nombres o etiquetas en las cosas. Pero el acto de hacerlo no es crear esos especímenes o las ideas asociadas con ellos; es simplemente crear un "mango" conveniente para fines de comunicación".

## Clasificación
Timimus ha sido clasificado como un ornitomimosauriano basal, debido a las características de los fémures. Lo principal de este hallazgo que este dinosaurio del hemisferio sur es unos 10 a 20 millones de años más antiguo que los del hemisferio norte sugiriendo que los ornitomimosaurianos se originaron al sur y luego emigraron al norte. Sin embargo, recientes estudios han propuesto que Timimus no provee de evidencia conclusiva que haya sido un ornitomimosauriano y que debe ser reclasificado. En 1994, los descriptores asignaron a Timimus a los "Ornithomimosauridae", con lo que se entendía por Ornithomimidae . Los restos de ornitomimosaurios de Gondwana son raros y dudosos. Timimus se presentó así como prueba de que el grupo estaba realmente presente en el hemisferio sur e incluso se habría originado allí. Inmediatamente, sin embargo, Thomas Holtz puso en duda una posición dentro de Ornithomimosauria. Hoy en día, se reconoce que Timimus no comparte rasgos derivados, sinapomorfias, con el Ornithomimosauria y, por lo tanto, falta cualquier prueba de que pertenecería a este grupo. Quizá pertenezca a algún grupo de celurosaurios, algunos autores lo consideran dudoso. Un estudio de 2012 encontró que era un tiranosauroide válido, una conclusión respaldada por Delcourt y Grillo en 2018.

## Paleobiología
El hábitat de Timimus consistía en bosques polares con veranos suaves pero inviernos fríos y oscuros debido a la mayor proximidad del área al Polo Sur durante el Cretácico Inferior. En 1996, Anusuya Chinsamy , un experto en la microestructura de los huesos fósiles, examinó el material óseo de Timimus y Leaellynasaura y descubrió que exhibían una histología ósea diferente. El ornitisquio mostró una tasa continua de deposición ósea, mientras que el celurosaurio tuvo un patrón cíclico de formación ósea, lo que sugirió que Timimus pudo haber hibernado en los meses más fríos. Un posible que Timimus hermani o forma relacionada del Grupo Strzelecki cerca de Inverloch, Victoria dejó un fósil de la primera falange de su tercer dedo del pie con una fractura deprimida en la superficie plantar.